# Hector Hyppolite

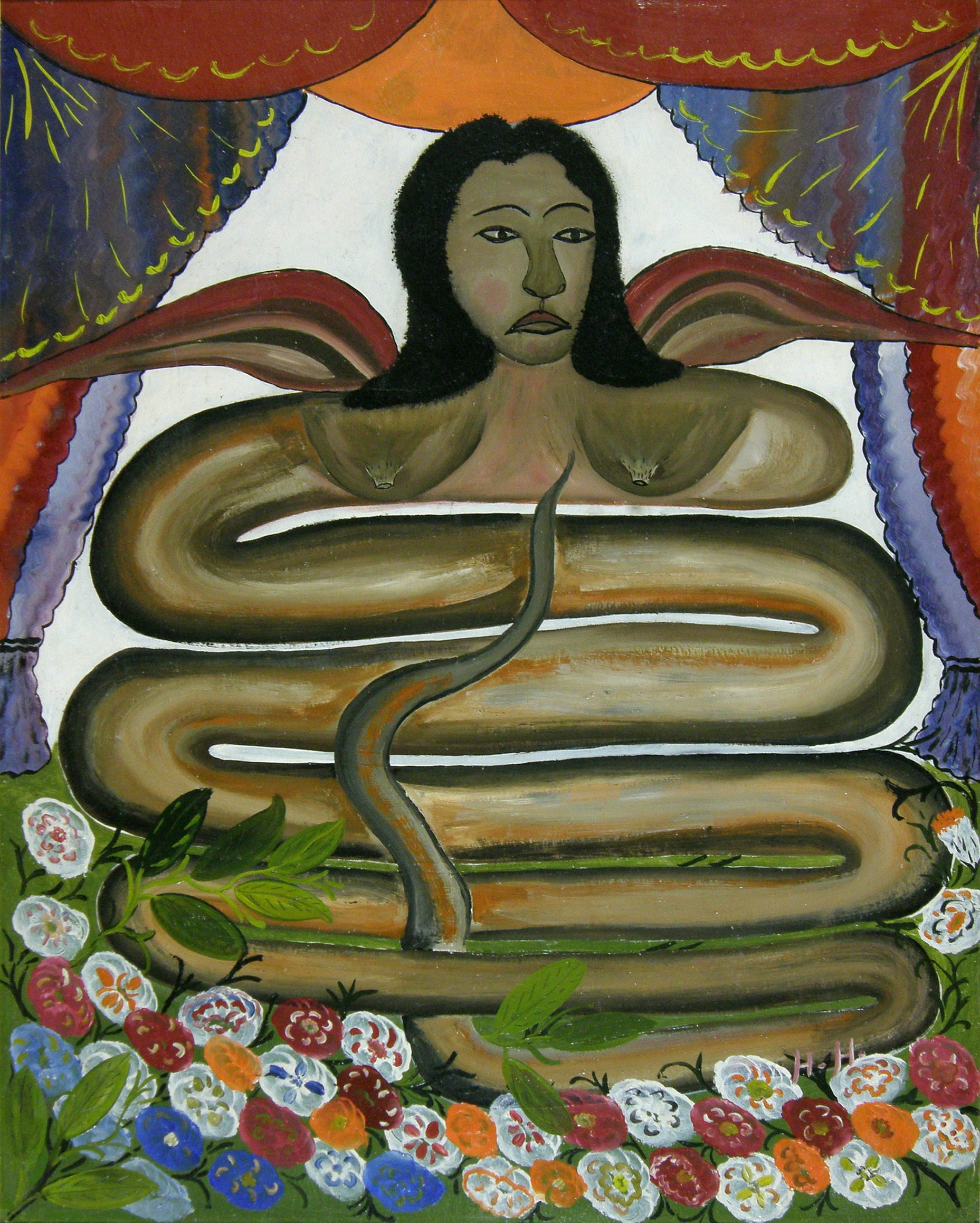
Damballah La Flambeau.

Hector Hyppolite, född 16 september 1894 i Saint-Marc i Haiti, död 9 juni 1948 i Port-au-Prince, var en haitisk målare.
Hector Hyppolite var voodoopräst, skomakare och husmålare, innan han ägnade sig åt konstmålning. Mellan 1915 och 1920 bodde han utomlands. Han uppmärksammades som målare av Philippe Thoby-Marcelin, som tog honom till Port-au-Prince 1946, där han verkade i det av DeWitt Peters (död 1966) drivna Centre d'Art.
André Breton och Wifredo Lam uppmärksammade Hector Hyppolite vid ett besök i Haiti 1945, vilket ledde till att Hyppolite och haitisk konst blev mer kända utanför hemlandet. Hyppolite ställde 1947 ut på UNESCO i Paris.
Hector Hyppolite målade framför allt voodoomotiv och var under sina sista år mycket produktiv.  